# 结晶水合物

結晶水合物（Crystalline Hydrate）是指含有結晶水的物質。
許多物質從水溶液裡析出晶體時，晶體裡常含有一定數目的水分子，這樣的水分子叫做結晶水。含有結晶水的物質叫做結晶水合物。
結晶水合物裡的水分子屬於結晶水合物化學固定組成的一部分。
水合物為含一定量水分子的固體化合物。水合物中的水是以確定的量存在的，例如硫酸銅CuSO4的水合物的組成為CuSO4·5H2O。水合物中的水有幾種不同的結合方式:一種是作為配體，配位在陽離子上，稱為配位結晶水；另一種則結合在陰離子上，稱為陰離子結晶水。例如CuSO4·5H2O加熱到113℃時，只失去四分子水。只有加熱到258℃以上，才能脫去最後一分子水。由此可見，4個水分子是作為配體配位在銅離子上的，即[Cu(H2O)4]2+；另一個水分子則結合在硫酸根上。一般認為，一個水分子通過氫鍵與硫酸根中的氧原子相連接的。CuSO4·5H2O按水分子的結合方式，其結構式可寫成[Cu(H2O)]4][SO4(H2O)]。許多其他水合硫酸鹽晶體如FeSO4·7H2O、NiSO4·7H2O、ZnSO4·7H2O等，均有相同的結合方式。
在過渡金屬的水合物中，相同組成的水合物往往由於其中的水分子的結合方式不同而使其性質發生變化。例如無水三氯化鉻呈紅紫色；其水合物為暗綠色晶體，實驗式為CrCl3·6H2O。經實驗證明，6個水分子中只有4個水分子和2個氯離子作為配體與鉻離子結合在內界[Cr(H2O)4Cl2]+，不論在晶態或在水溶液中均穩定存在，因此，這種水合物的結構式可寫成[Cr(H2O)4Cl2]Cl·2H2O。如將暗綠色晶體的溶液冷卻至0℃以下並通入氯化氫氣體，則析出紫色晶體，其結構式為[Cr(H2O)6]Cl3。將紫色晶體的溶液用乙醚處理並通以氯化氫氣體，會析出淡綠色晶體，其結構式為[Cr(H2O)5Cl] Cl2·H2O。
水也可以不直接與陽離子或陰離子結合而依一定比例存在於晶體內，在晶格中佔據一定的部位。這種結合形式的水稱為晶格水，一般含有12個水分子。有些晶形化合物也含水，但無一定比例。例如沸石和其他矽酸鹽礦物。部分難溶的金屬氫氧化物實際上也是水合物。

## 结晶水合物的形成
很多离子在溶液中是以水合离子的形式存在的。因此，当溶液中析出晶体时，其中的水分子也被带入了晶体中，形成了结晶水合物。
另外，在室温和干燥的空气里，有些结晶水合物会被风化。

## 常见的结晶水合物
| 物质             | 俗名       | 化学式          |
| ---------------- | ---------- | --------------- |
| 五水合硫酸铜     | 胆矾、蓝矾 | CuSO4·5H2O      |
| 二水合硫酸钙     | 石膏       | CaSO4·2H2O      |
| 七水合硫酸亚铁   | 绿矾       | FeSO4·7H2O      |
| 十二水合硫酸铝钾 | 明矾       | KAl(SO4)2·12H2O |
| 十水合硫酸钠     | 芒硝       | Na2SO4·10H2O    |

## 参阅
- 结晶水
- 水合物